# Vilhelmine Ullmann

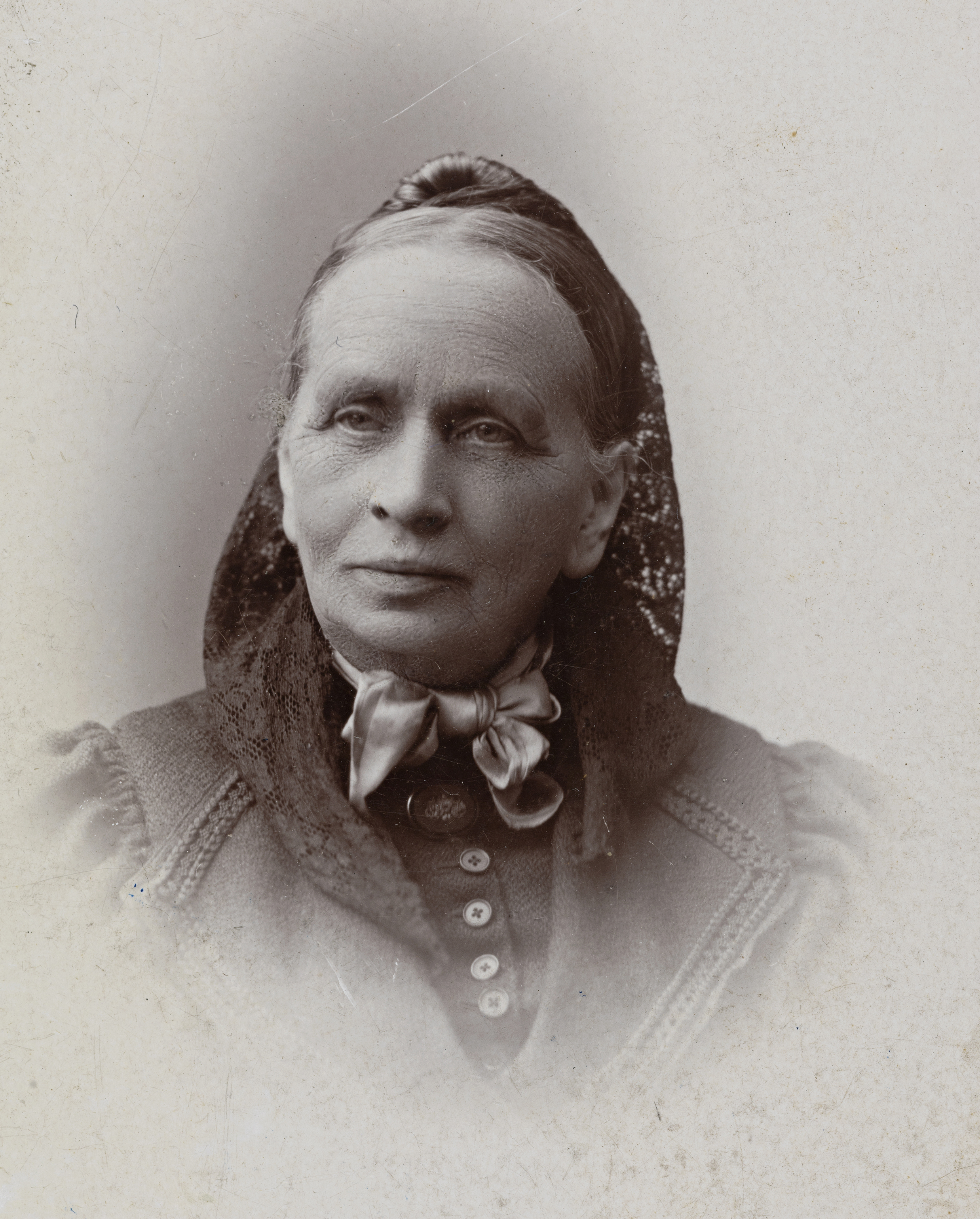
Vilhelmine Ullmann (1816–1915), circa 1895

Cathrine Johanne Fredrikke Vilhelmine Ullmann, geborene Dunker, (* 16. März 1816 in Kristiania (Oslo); † 28. April 1915 ebenda) war eine norwegische Pädagogin, Schriftstellerin und Frauenrechtlerin. Nach 15 Jahren Ehe ließ sie sich scheiden und zog ihre sechs Kinder allein auf. Danach leitete sie mehr als dreißig Jahre lang das Vaterland barneasyl, einen Vorläufer der heutigen Kindergärten, wo sie auch unterrichtete. Als 70-Jährige wurde sie „als Literaturkritikerin tätig und schätzte sowohl Bjørnsons als auch Ibsens Werke, die ihrer Meinung nach der Gesellschaft und den Frauen dienten.“ In Artikeln in der Zeitschrift Nylænde der Norsk Kvinnesaksforening (Norwegische Frauenrechtsvereinigung) trat sie energisch für die Anliegen der Frauen und Kinder ein. Die letzten vierzig Jahre ihres Lebens lebte sie bei ihrer jüngsten Tochter Ragna Nielsen. Als diese ihre eigene, bald berühmte, Mädchenschule gründete, wirkte Vilhelmine Ullmann als Literaturlehrerin mit.
Nachdem sie 1871 bereits die Lebenserinnerungen ihrer Mutter Conradine Dunker herausgegeben hatte, veröffentlichte sie 1903 auch ihre eigenen: „Fra Tyveaarene og lidt mer [‚Aus den Zwanzigern und ein bisschen mehr‘] sind ein guter Bericht über das Erwachsenwerden und eine wertvolle Stadtgeschichte.“

## Leben

### Kindheit und Jugend als Mina Dunker
Vilhelmine Dunker war das zweitjüngste von fünf Kindern in der zweiten Ehe ihrer Mutter Conradine Birgitte, geborene Hansteen (1780–1866) mit dem deutschen Bergbauprofessor Johan Friedrich Wilhelm Dunker (1775–1844). Neben der Halbschwester Elisabeth Aamodt (* 1798) waren ihre Geschwister die Pädagogin  Jacobine (* 1808), der Jurist und Politiker Bernhard (* 1809) und der wesentlich jüngere Nicolai Gustav Conradin (* 1826).
Mina, wie sie in der Familie genannt wurde, lebte mit ihrer Familie am Kongens gate 10 in Kristiania. Vater Wilhelm lehrte an der Königlichen Kunst- und Zeichenschule (Den kongelige Tegne- og Kunstskole i Christiania), war aber nur schlecht besoldet. Die Mutter hatte im eigenen Haus eine private Mädchenschule eingerichtet, an der Töchter aus „guten Familien“ unterrichtet wurden, vor allem in Literatur und Fremdsprachen. Natürlich wurde auch Mina von ihrer Mutter unterrichtet, und wie ihre Mutter erlernte und liebte sie schon als Kind Französisch und Deutsch. Mutter und Tochter traten gemeinsam in den Aufführungen der Dramatischen Gesellschaft (Det Dramatiske Selskab) auf, einem Verein, der seit 1780 ein Amateurtheater betrieb. Ab ihrem 9. Lebensjahr war Mina Dunker eine begeisterte Kinderdarstellerin und spielte oft Bubenrollen.
Im Jahr 1831 zog die Familie nach Trondheim, wo Wilhelm Dunker in Leira am Wasserfall Nedre Leirfloss im Fluss Nidelva eine Chromfabrik gründete und leitete. Nach ihrer Konfirmation war Vilhelmine Dunker 1836–1838 Gouvernante (Hauslehrerin) bei Andreas Hauch, Kammerjunker, Stadtrichter (Sorenskriver) in Eidsberg und Bruder des Dichters Carsten Hauch. Dann verbrachte sie ein Jahr bei ihrem Onkel, dem Pfarrer Holger Sinding in Aremark.

### Ehe als Vilhelmine Ullmann

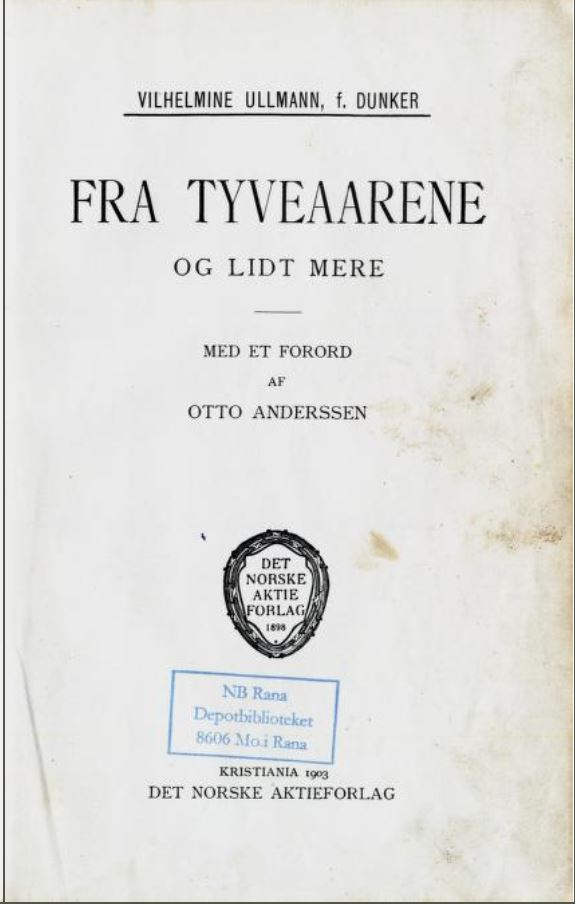
Vilhelmine Dunker: Fra Tyveaarene og lidt mere, Kristiania 1903

Am 19. August 1839 heiratete Vilhelmine in Kristiania den Königlich Bevollmächtigten Jørgen Nicolai Axel Ullmann (* 21. April 1811; † 28. Dezember 1862), Sohn des Schneidermeisters Johan Christian Ullmann und der Margrethe Cecilie Jürgensen. Der in Kopenhagen geborene Bräutigam war als Student nach Norwegen gekommen, um seinen Onkel Konsul Jürgensen in Bergen zu besuchen. Er blieb und qualifizierte sich durch ein absolviertes Jurastudium für den Staatsdienst (Embedsexamen). Seine Beamtenkarriere endete im Revisjonsdepartementet (Ministerium zur Kontrolle der Staatsausgaben).
Der Ehe entsprangen sechs Kinder, von denen fünf das Erwachsenenalter erreichten: Axel Conradin (* 1840), Ebba Johanne (* 1843), Ragna Vilhelmine (* 1845), Viggo (Johan Christian Viggo, * 1848), Vilhelm (* 1850) und Holger Johs (* 1850). Axel Conradin Ullmann (1840–1923) wurde Lehrer an der Kristiansand katedralskole (1896–1913) und machte sich einen Namen als Entomologe (Koleopterologe). Ragna Vilhelmine Ullmann wurde als Ragna Nielsen eine prominente Pädagogin und Frauenrechtlerin. Viggo Ullmann, Lehrer, Politiker und Beamter, war auch ein Mitbegründer der Norsk Kvinnesaksforening. Ebba Johanne heiratete den Theologen Fredrik Christian Dons und wurde Mutter bzw. Schwiegermutter von Wilhelm Dunker Dons,  Ella Anker, Jens Thiis und Nils Kjær.

### Späte Berufung als Pädagogin und Schriftstellerin
Die Ehe von Vilhelmine Ullmann „war seit langem zerrüttet, und 1854 trennte sie sich und wurde alleinerziehende Mutter“, „after fifteen years of marriage and six children.“ Sie war fast vierzig Jahre alt, als sie Pädagogin wurde, und blieb Pädagogin vierzig Jahre lang. Zunächst führte sie 1853–1858 in ihrem Haus eine kleine private Mädchenschule, wie schon ihre Mutter vierzig Jahre zuvor. Dann leitete sie 1862–1894 das Vaterlands Asyl, wo sie auch selbst unterrichtete. In dieser Zeit wohnte sie am Tomtegaden 10a, immer zusammen mit ihrer Tochter Ragna (vor und nach deren Ehe mit Herrn Nielsen). 1865 lebten noch die Söhne Viggo und Holger (als 18- bzw. 16-jährige Schüler) im Haushalt. 1885 zog Tochter Ebba, soeben verwitwete Dons, vorübergehend mit ihren vier noch schulpflichtigen Kindern ein.
Ab den 1870er Jahren trat Vilhelmine Ullmann auch literarisch in Erscheinung. Sie übersetzte anonym Kindergeschichten aus dem Deutschen, verfasste aber auch eigene Gedichte und Kurzgeschichten, die im Nordisk illustreret Börneblad erschienen. In Zeitungsdebatten bewies sie ihr Talent für logische Argumentation und für Polemik. Unter dem Pseudonym „M.D.“ (Mina Dunker) schrieb sie ab 1887 in elf Jahrgängen der Zeitschrift  Nylænde der Norsk Kvinnesaksforening (Norwegische Frauenrechtsvereinigung) „klug und leidenschaftlich über Literatur und die Situation der Frauen.“ Die Frauenrechtsvereinigung hatte sie 1884 – gemeinsam mit Ragna und Viggo – selbst mitbegründet. Die drei waren auch Mitglieder der im selben Jahr gegründeten liberalen Partei Venstre. „Frau Ullmann bewies einen radikalen und demokratischen Geist während der Lasterfehde (sedelighetsfeiden) in den 1880er Jahren und in der Debatte über die Bedingungen der Dienstmädchen und Näherinnen. Sie sah die Sache der Frauen als einen Weg zu einer humaneren, gerechteren und glücklicheren Gesellschaft.“
Vilhelmine Ullmann war eine der ersten Frauen auf dem Gebiet der Literaturkritik, die ernst genommen wurde. Ihre Rezensionen würdigten neben der literarischen Qualität der Texte auch deren gesellschaftliches Engagement. Sie war in der älteren Literatur versiert, schätzte aber auch die jungen Autoren. „Die ‚alte Frau Ullmann‘ konnte selbstbewusst und autoritär auftreten, aber sie legte Wert auf den Austausch von Meinungen und Informationen, nicht auf Zustimmung. Von Anfang an, seit 1874, war sie ein aktives Mitglied des Læseforeningen for kvinder (Leseverein für Frauen) und eine fesselnde Rednerin.“

### Memoiren als Vermächtnis

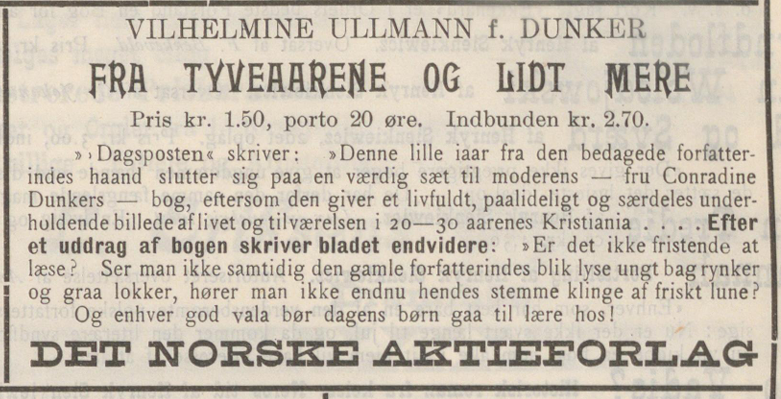
Anzeige für Vilhelmine Dunker: Fra Tyveaarene og lidt mere im Skolebladet, 1903

1894, mit 78 Jahren, trat Vilhelmine Ullmann „eigentlich“ in den Ruhestand, mit Beruf: „Underholdes af Fru Nielsen“ (Unterhalten von Frau Nielsen). Sie zog nun nach Nordal Bruns Gade 22 um, wo Ragna ihre berühmte Schule eingerichtet hatte, führte der Tochter jahrelang den Haushalt und beteiligte sich auch am Klassenunterricht in den sprachlichen und literarischen Fächern.
Bereits 1871 hatte sie zur Herausgabe der Memoiren ihrer Mutter, Gamle Dage, beigetragen (während die Neuauflage 1909 von Viggo Ullmann betreut wurde). Im Jahr 1903, im Alter von 87 Jahren, veröffentlichte Vilhelmine Ullmann ihre eigenen Erinnerungen Fra Tyveaarene og lidt mere („Aus den Zwanzigern und ein bisschen mehr“). Die lebendige Beschreibung ihrer Kindheit ist auch ein Beitrag zur Stadtgeschichte Kristianias, das sich erst in diesen Jahren zu einer Metropole und zur größten Stadt Norwegens entwickelte. „Auf charmante und lebendige Weise schildert sie das kulturelle Leben und den Alltag in der Hauptstadt.“

## Hintergrund
Seit den 1850er Jahren war Vilhelmine Ullmann eine überzeugte Anhängerin von N.F.S. Grundtvig. Sie teilte seine tolerante religiöse Einstellung und seine Kritik der dogmatischen Haltung der Amtskirche zur Rolle der Frau in der Gesellschaft. Sie unterstützte J. S. Welhaven in seinem Einsatz für die Anhebung des ästhetischen Niveaus und ihren Sohn Viggo Ullmann beim Aufbau der Volkshochschulen. Sie war Freundin der Märchensammler Peter Christen Asbjørnsen und Jørgen Moe und beeinflusste als Ratgeberin das Frühwerk von Amalie Skram. Sie liebte Volkslieder, die sie auch in ihrem Unterricht verwendete, unterstützte Ivar Aasens Reformbemühungen um die norwegische Sprache und schätzte Henrik Wergelands Einsatz für eine – gegenüber der dänischen und schwedischen – eigenständige norwegische Kultur.
Vilhelmine Ullmann gehörte zur intellektuellen Elite Kristianias. „Ihr berufliches Leben war geprägt von theatralischem Talent, Sprach- und Literaturkenntnissen, administrativem Überblick, sozialem Gewissen, persönlicher Ausstrahlung, Liebe zu Kindern und seltenen pädagogischen Fähigkeiten. Sie machte sich auch einen Namen als Förderin der Literatur, als Vorkämpferin für die Rechte der Frauen und als bedeutende Intellektuelle. Sie genoss zu ihrer Zeit großes Ansehen und Popularität, nicht zuletzt bei jungen Menschen, und bewies während ihres langen Lebens eine legendäre Frische des Geistes und Energie für die Arbeit.“ (Astrid Lorenz)

## Familie
Vilhelmine Ullmanns Großvater begründete vier norwegische Linien des Geschlechts der Hansteen, und die Nachfahren von Vilhelmines Eltern und ihrem Onkel Christopher Hansteen sind eine sehr verzweigte Familie, deren Mitglieder (und ihre Ehepartner) oftmals durch literarische, philologische, künstlerische, politische oder pädagogische Aktivitäten prominent geworden sind. Auffallend viele Frauen waren literarisch und für die Frauenrechte tätig: Vilhelmine selbst, ihre Tochter Ragna Nielsen, ihre Nichte Mathilde Schjøtt sowie ihre Cousine Aasta Hansteen. Politisch tätig waren Vilhelmines Sohn Viggo Ullmann und ihr Bruder Bernhard Dunker.
Vilhelmine Ullmanns Enkelkinder hatten Prominente als Ehepartner: die Journalistin Ella Anker, den Kunsthistoriker Jens Thiis
und den Literaturkritiker Nils Kjær.

## Werke
- Veröffentlichungen in Zeitschriften bzw. Zeitungen (Details:  [5]), mit nach[6] ausgewählten Artikeln:
  - Nordisk illustreret Börneblad. Kopenhagen, 2. Jahrgang, 1874–1875
    - Marit Spillerbakken og Bjørnen. Seite 10 f. (Ihr Debütartikel, eine Kindergeschichte[3])

  - Hjemmet. 1876
  - Nylænde. 1. bis 11. Jahrgang, 1887–1897 (Unter Pseudonym M. D. (für Minna Dunker)[3])
    - A. Kielland: ‚Sne‘. (Rezension), 1887, Seite 185–190
    - Lidt i anledning af professor Petersens skrift ‚Ægteskab eller fri kjærlighed‘. 1887, Seite 125–128
    - Huslighed før og nu. 1888, Seite 1–7
    - Om den nødvendige hjælp i huset. 1889, Seite 289–297
    - Kritik. 1897, Seite 15–17

  - Morgenbladet. 1874 und 1902
  - Verdens Gang. 1890–1891
  - Dagbladet. 1890
  - Kristiania Intelligentssedler. 1890
- Fra Tyveaarene og lidt mere. (Vorwort von Otto Anderssen.) Det norske Aktieforlag, Kristiania 1903 (Digitale Version).
- (Als Herausgeberin,[12] zusammen mit H. J. Huitfeldt:) Conradine Dunker: Gamle Dage. Erindringer og Tidsbilleder. Gyldendal, Kopenhagen 1871 (Digitale Version).